# Milaș
Milaș (Hongaars: Nagynyulas) is een Roemeense gemeente in het district Bistrița-Năsăud.
Milaș telt 1494 inwoners.
De gemeente bestaat uit de volgende dorpen:
- Comlod (Komlód)
- După Deal (Hegymögött)
- Ghemeș (Gémestanya)
- Hirean (Hirántanya)
- Milaș (Nagynyulas)
- Orosfaia (Oroszfája)

Het dorpje Comlod (Komlód) was voorheen een Hongaarstalige enclave, in 1900 had het dorpje 453 inwoners, 214 Roemenen en 231 Hongaren (in 2011 waren er nog 20 Hongaren).
Ook Orosfaia (Oroszfája) had een Hongaarse component in 1900, er waren toen 806 inwoners, 570 Roemenen en 235 Hongaren (in 2011 waren er nog slechts 11 Hongaren). Beide dorpen behoren tot de regio Zevenburgse Vlakte.